# Stęszew
Stęszew (deutsch Stenschewo, 1943–1945 Seenbrück, älter auch Stensow, Steinsow) ist eine Stadt und Sitz der gleichnamigen Stadt- und Landgemeinde im Powiat Poznański der Woiwodschaft Großpolen in Polen. Sie liegt an der Samica Stęszewska.

## Geographische Lage
Die Ortschaft liegt am Strykowskie-See, etwa zwanzig Kilometer südwestlich der Stadt Posen, an der Straße, die von Posen zur Stadt Glogau in Niederschlesien führt.

## Geschichte

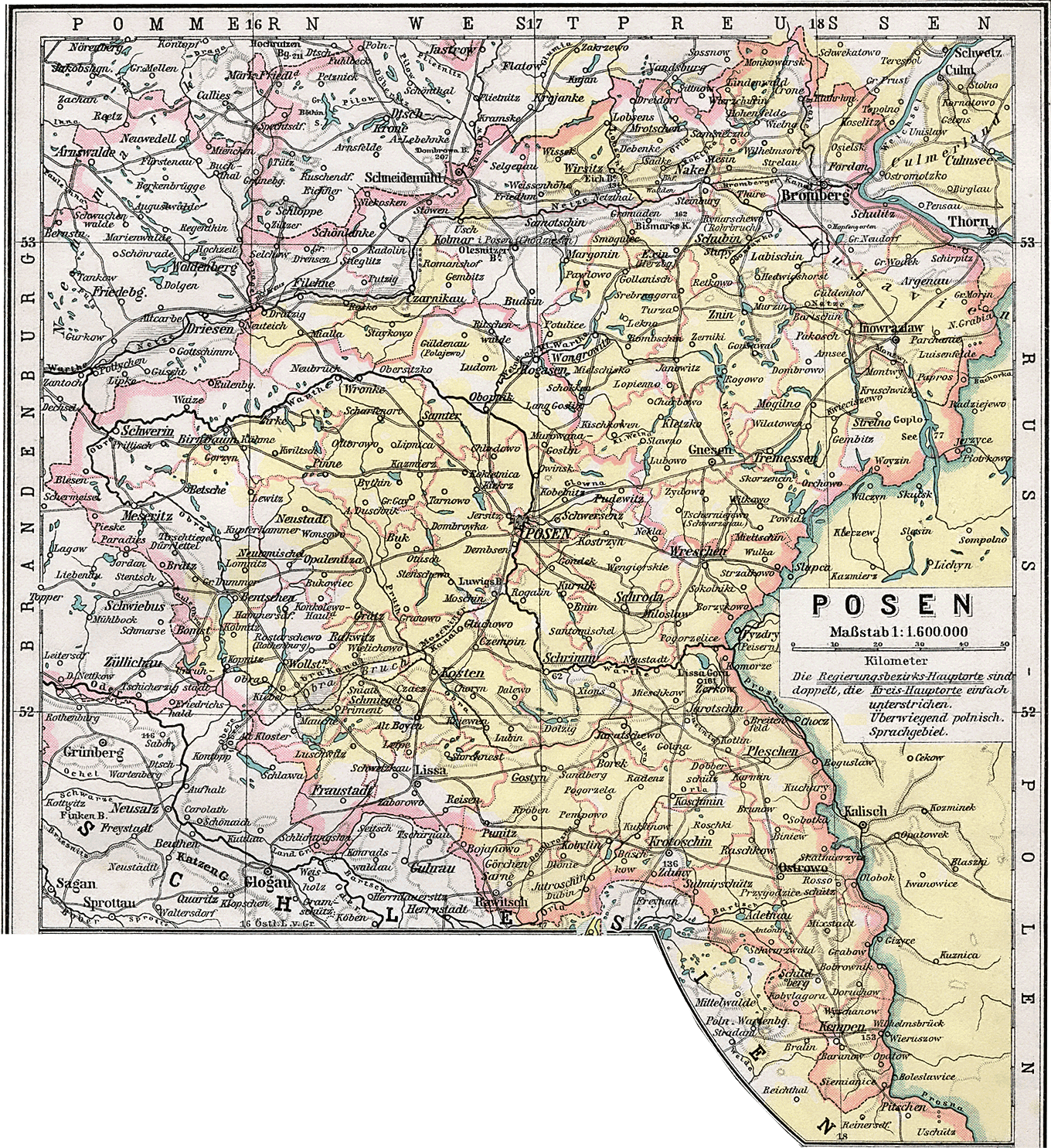
Stenschewo südwestlich der Stadt Posen und nördlich der Stadt Kosten auf einer Landkarte der Provinz Posen von 1905 (gelb markierte Flächen kennzeichnen Gebiete mit seinerzeit mehrheitlich polnischsprachiger Bevölkerung).

Als das Städtchen 1795 preußisch wurde, gehörte es dem Fürsten Jablonowski.  1799 ging die Herrschaft Stenschewo in den Privatbesitz des Hauses Oranien über. Gegen Ende des 19. Jahrhunderts erbte sie Prinz Bernhard Heinrich von Sachsen-Weimar-Eisenach († 1900).
Von 1815 bis 1887 gehörte die Stadt zum Landkreis Posen in der  preußischen Provinz Posen, anschließend bis 1919 zum Landkreis Posen-West im Deutschen Reich. Aufgrund der Bestimmungen des Versailler Vertrags musste die Stadt nach dem Ersten Weltkrieg an die Zweite Polnische Republik abgetreten werden.
Während des Überfalls auf Polen 1939 wurde die Stadt von der deutschen Wehrmacht besetzt. Bis 1945 gehörte sie danach wieder dem Landkreis Posen an. Gegen Ende des Zweiten Weltkriegs wurde die Stadt im Frühjahr 1945 von der Roten Armee besetzt. Nach Kriegsende wurde sie wieder Polen übergeben. In der Folgezeit wurden die deutschen Einwohner von der örtlichen polnischen Verwaltungsbehörde vertrieben.

### Einwohnerzahlen
- 1800: 0806, darunter 25 Israeliten[6]
- 1837: 1089[6]
- 1861: 1451[6]
- 1885: 1524, davon 125 Evangelische und 65 Juden[6]

## Gemeinde
Zur Stadt- und Landgemeinde (gmina miejsko-wiejska) gehören neben der Stadt Stęszew weitere Ortsteile (deutsche Namen amtlich bis 1945) mit einem Schulzenamt (sołectwo).
Dębienko (Debienko, 1939 Dembno Kolonie, 1939–1945 Eichwerder)
Dębno (Damm Forst)
Drożdżyce
Jeziorki (Jeziorki, 1939–1945 Seeheim)
Krąplewo (Birkenfurt)
Łódź (Mittensee)
Mirosławki (Seetal)
Modrze (Modrze, 1939–1943 Blumenau, 1943–1945 Reitersgrund)
Piekary
Rybojedzko (Oranienhof)
Sapowice (Eberhardsdorf, 1939–1945 Schönsee)
Skrzynki (Skrzynki, 1939–1945 Ifflandsheim)
Słupia (Stubenfelde)
Srocko Małe (Elsterndorf)
Strykowo (Strykowo, 1939–1943 Ährenfeld, 1943–1945 Ährensee)
Tomice (Mühlengrund)
Tomiczki (Heinrichshagen)
Trzebaw (Trzebaw, 1943–1945 Trebau)
Wielka Wieś (Großdorf)
Witobel (Wesselbrunn)
Wronczyn (Krähwinkel)
Zamysłowo (Samshagen)
Zaparcin (Hegendorf)
Weitere Ortschaften der Gemeinde sind Będlewo (Wiesenbach), Drogosławiec, Górka (Gorkau Vorwerk), Smętówko (Neuvorwerk), Strykówko (Striesen) und Twardowo (Hartenau).

## Politik

### Städtepartnerschaften
- Pleine-Fougères, Frankreich
- Zahna-Elster, Deutschland (Sachsen-Anhalt)